# Tambar
El riu Tamur o Tamor (en nepalès, तमोर नदी Tamor Nadi) conegut històricament com a riu Tambar, és el sisè riu més gran del Nepal occidental, que neix als voltants del cim Kanchenjunga. El Tambar conflueix amb el riu Arun —a Triveni— al riu transfronterer Sunkosi (Sun Koshi, Sun Kosi), part del sistema del Kosi, que flueix travessant de la serralada Mahabharat cap al Ganges.

## Sistema
El riu Kosi, que drena a l'est del Nepal, es coneix també com «Sapt Kosi» —Saptakoshi, Sapt Koshi. És un sistema hidrològic format per set rius en total que s'uneixen a la zona est-central del Nepal. Els rius que formen el sistema, a més a més del Tambar, són el Sun Kosi, el Indravati, el Bhote Kosi, el Dudh Kosi, el Arun, i el riu Barun. El Kosi flueix a través del congost de les gorges del Chatra en direcció meridional i emergeix d'entre els turons confrontants.
A conseqüència de les pluges a la zona, el cabal del Tambar oscil·la entre els 150 i els 750 m³/s segons l'època de l'any, amb una mitjà anual de 300 m³/s; aporta un dinou per cent de l'aigua al sistema del Kosi. La conca hidrogràfica del Tambar presenta un velocitat cinètica de flux molt alta i, a l'època plujosa, en nombroses ocasions el riu s'ha desbordat, causant greus incidents i inundacions. Durant l'estiu de 2016 es va fer notori el malestar respecte a aquestes inundacions, que van causar despreniments de roca i sepultar zones del pas del riu, mentre les autoritats nepaleses no en van donar cap mena de resposta davant la situació.

## Oci
El Tambar, igual que d'altres rius muntanyencs de la serralada de l'Himàlaia com el riu Marshyangdi, és idoni per practicar carreres de ràfting de dificultat 4+ a 5. És navegable durant tot l'any, excepte els mesos de juny fins a l'agost, quan el cabal d'aigua arriba a 750 m³/s.